# Trenton (Nuova Scozia)
Trenton è una municipalità (town) del Canada, situata nella provincia di Nuova Scozia.